# In Concert (album de Derek and the Dominos)
Pour les articles homonymes, voir In Concert.
Albums de Derek and the Dominos
Layla and Other Assorted Love Songs
(1970) Live at the Fillmore
(1994)
In Concert est un album live du groupe Derek and the Dominos enregistré fin 1970 et publié début 1973. Son contenu se retrouve en partie sur l'album Live at the Fillmore, sorti en 1994.

## Titres

### Disque 1
1. Why Does Love Got to Be So Sad (Clapton, Whitlock) – 9:33
2. Got to Get Better in a Little While (Clapton) – 13:50
3. Let It Rain (Bramlett, Clapton) – 17:46
4. Presence of the Lord (Clapton) – 6:10

### Disque 2
1. Tell the Truth (Clapton, Whitlock) – 11:21
2. Bottle of Red Wine (Bramlett, Clapton) – 5:37
3. Roll It Over (Clapton, Whitlock) – 6:44
4. Blues Power (Clapton, Russell) – 10:29
5. Have You Ever Loved a Woman? (Myles) – 8:15

## Musiciens
- Eric Clapton : guitare, chant
- Carl Radle : basse
- Bobby Whitlock : piano, orgue Hammond, chant
- Jim Gordon : batterie, percussions